# Konrad von Bagh

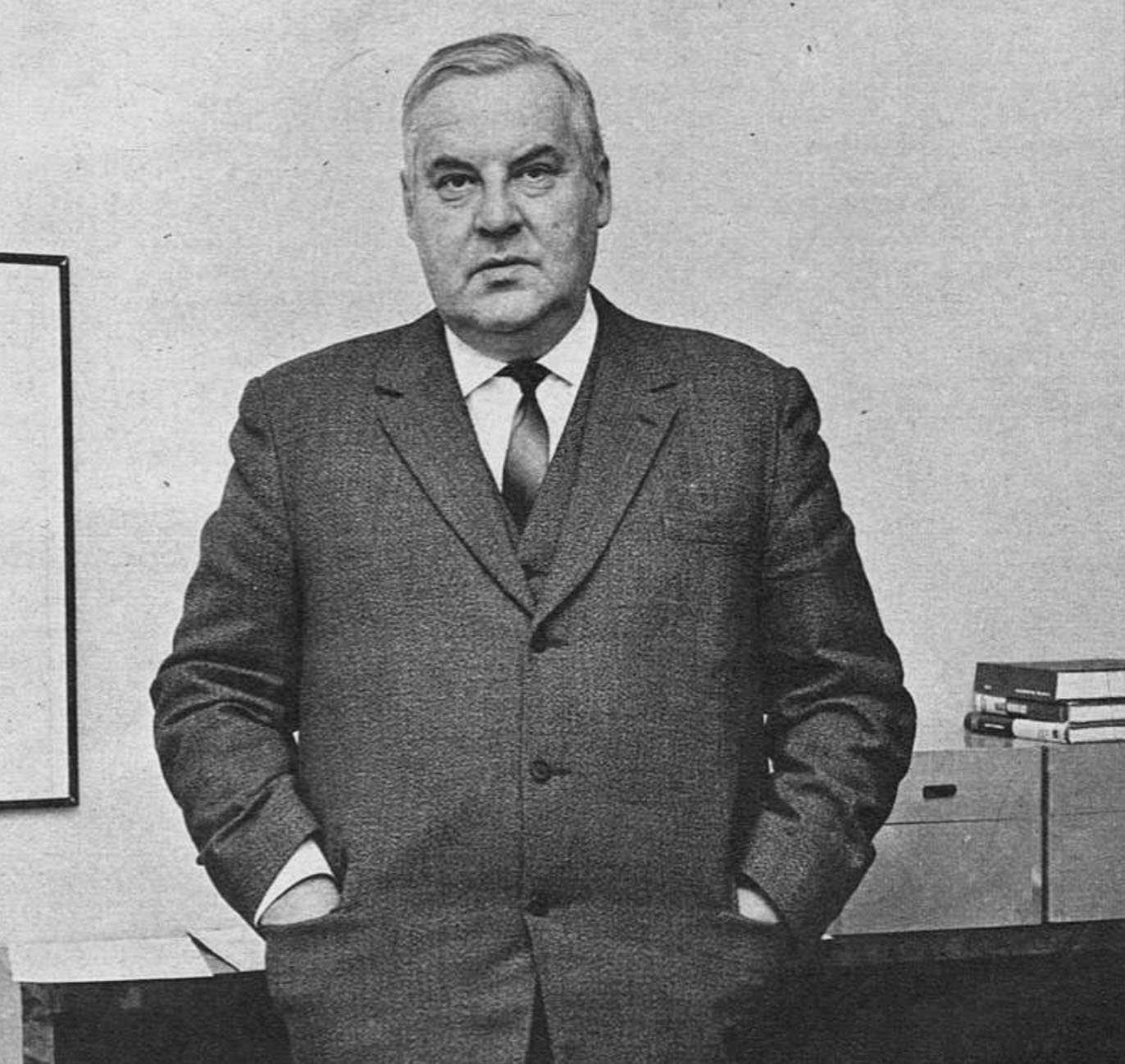
Konrad von Bagh.

Konrad Ernst von Bagh, född 10 november 1908 i Sankt Petersburg, död 13 januari 1982 i Lahtis, var en finländsk läkare. Han var far till Peter von Bagh.
Konrad von Bagh, som var son till ingenjör Herman Conrad von Bagh och Anna Elisabeth zur Loye, blev student 1926, medicine kandidat 1930, medicine licentiat och medicine och kirurgie doktor 1935. Han var assistent vid Helsingfors universitets fysiologiska inrättning 1934–1937, assistentläkare vid Lappvikens sjukhus 1936–1939, vid Stengårds sjukhus psykiatriska avdelning 1937–1940, biträdande överläkare vid Lappvikens sjukhus 1944–1948, docent i psykiatri vid Helsingfors universitet 1945–1949, tillförordnad professor 1946–1948, professor i nerv- och sinnessjukdomar vid Åbo universitet från 1949, överläkare vid distriktssinnessjukhuset i Uleåborg från 1948 och psykiater vid uppfostringsnämnden i Uleåborg från 1951. Han blev sanitetskapten 1940. Han utgav Quantitative Untersuchungen auf dem Gebiete der Berührungs- und Druckempfindungen (akademisk avhandling, 1934), Vajaamielisyysasteiden määrittelystä ja siihen liittyvistä kysymyksistä (1946) och andra arbeten inom psykiatrins område. Han tilldelades medicinalråds titel 1968.